# Торакоцентез

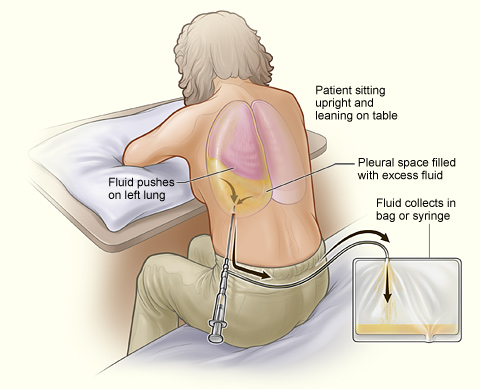
Положення пацієнта при торакоцентезі

Торакоцентез (син. пункція плевральної порожнини, плевральна пункція) (з грец. Thōrax + kentesis = груди + проколювання) — медична маніпуляція, що застосовується для вилучення рідини з діагностичною або лікувальною метою з плевральної порожнини.

## Показання
Показання до лікувального видалення рідини з порожнини плеври виникають при значному її скупченні. Тиск на органи середостіння з боку переповненої рідиною плевральної порожнини викликає зміщення органів середостіння та порушення їхніх функцій. В хворого з'являється серцебиття, задишка, синюшність, набряки обличчя та шиї, він може раптово померти. Повільне видалення частини рідини (1-1,5 л) призводить до зникненню вказаних ознак. При швидкому видаленні максимальної кількості рідини може настати різке погіршення стану внаслідок швидкої зміни внутрішньогрудного тиску.

## Підготовка
Інструментарій:
- шприци ємкістю 2, 5 та 20 мл з декількома голками
- 0,5 % розчин новокаїну
- довга голка (довжиною 7-10 см, діаметром 1-1,2 мм з мандреном), поєднану із гумовою трубкою довжиною 10-15 см з канюлею на кінці
- 2-3 стерильні пробірки, предметне скло для мазків
- спирт та йодна настоянка у невеликих відкритих склянках
- флакон із коллодієм або клеолом
- стерильний лоток із тампонами, паличками з ватою та пінцетом.

Зазвичай лікарю допомагає 1 медична сестра; хворий знаходиться у сидячому положенні. Хворого саджають верхи на стілець з високою спинкою, обличчям до спинки стільця, на ребро якого кладуть подушку. Зігнуті у ліктях руки пацієнта вкладають на подушку, голову можна покласти на руки або тримати у зігнутому стані. Крім того, тулуб повинен бути дещо зігнутим у бік, протилежний тому, де буде проводитися прокол, для того, щоби реберні проміжки з боку проколу були ширшими.

## Процедура

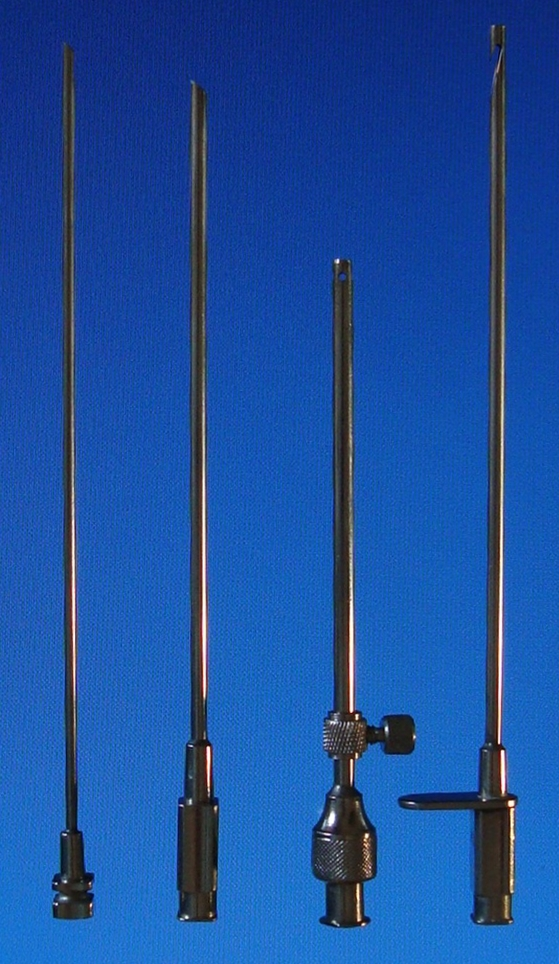
Пункційні голки для торакоцентезу та голкової біопсії плеври

Лікар обирає місце проколу, відмічає його йодною настоянкою, готує руки як для операції. Операційне поле оброблюють йодною настоянкою та розчином етилового спирту. Знеболювання проводять новокаїном. Голкою, поєднаною із гумовою трубкою, просвіт якої закритий затискачем, а на кінці розташована канюля, роблять прокол по верхньому краю ребра, тому що по нижньому краю розташовані судини та нерви. Проникнення голки у плевральну порожнину відчувається як раптове зменшення опору тканин. Після введення голки до трубки приєднують шприц, звільнений від повітря, та лівою рукою притримують з'єднання його із канюлею. Після цього знімають затискач та, відтягуючи поршень шприца, за появою рідини, впевнюються в успішності пункції. Якщо рідина не надходить у шприц, накладають на трубку затискач, роз'єднують її із шприцом та змінити положення голки, зменшуючи глибину введення, або надаючи дещо скісне положення. Отриману рідину із шприца виливають у пробірки та роблять мазки для мікроскопії.
З лікувальною метою використовують плевральний прокол для видалення рідини та введення у плевральну порожнину антибіотиків. Для цього після відсмоктування рідини накладають затискач ближче до муфти голки та знімають шприц. Тонкою голкою, надягнутою на шприц з розчином антибіотика, проколюють гумову трубку між муфтою голки та затискачем, попередньо продезінфікувавши її поверхню спиртом. Вводять розчин антибіотика. По закінченню пункції голку витягують швидким рухом, відразу ж закривають прокол серветкою змоченою припікаєчум та асептичним розчином. Додатково можна заклеїти спеціальним або звичайним лейкопластиром.
Невдалі проколи можуть бути пов'язані із потраплянням у товсті плевральні спайки або у легеню. У другому випадку у шприці з'являється кров із бульбашками повітря. У обох випадках голку витягають та повторюють пункцію через 1-2 дні.